# Friedrich von Roth
Karl Johann Friedrich von Roth (Vaihingen an der Enz, 23 gennaio 1780 – Monaco di Baviera, 21 gennaio 1852) è stato un giurista tedesco.

## Biografia
Roth studiò giurisprudenza presso l'Università di Tubinga e ricevette il dottorato nel 1801. Successivamente, fu  consulente legale della città imperiale di Norimberga. Dal 1810 fu direttore finanziario presso il Ministero delle Finanze della Baviera. Dal 1811 Roth era membro dell'Accademia bavarese delle scienze. Nel 1817 divenne consigliere ministeriale presso il Ministero delle finanze.
Dal 1828 al 1848 Roth fu presidente dell'Okkonsistorium protestante a Monaco. È considerato l'organizzatore della chiesa protestante bavarese.